# Pedreira (Felgueiras)
Pedreira ist ein Ort und eine ehemalige Gemeinde (Freguesia) im portugiesischen Kreis Felgueiras. Die Gemeinde hatte 1569 Einwohner (Stand 30. Juni 2011).
Am 29. September 2013 wurden die Gemeinden Pedreira, Rande und Sernande zur neuen Gemeinde União das Freguesias de Pedreira, Rande e Sernande zusammengeschlossen. Pedreira ist Sitz dieser neu gebildeten Gemeinde.